# Astyanax Scévola Bosio
Astyanax Scévola Bosio (llamado Bosio el joven o Bosio le jeune en francés) fue un escultor francés, nacido el 23 de noviembre de 1793 en París y fallecido el 27 de junio de 1876. 

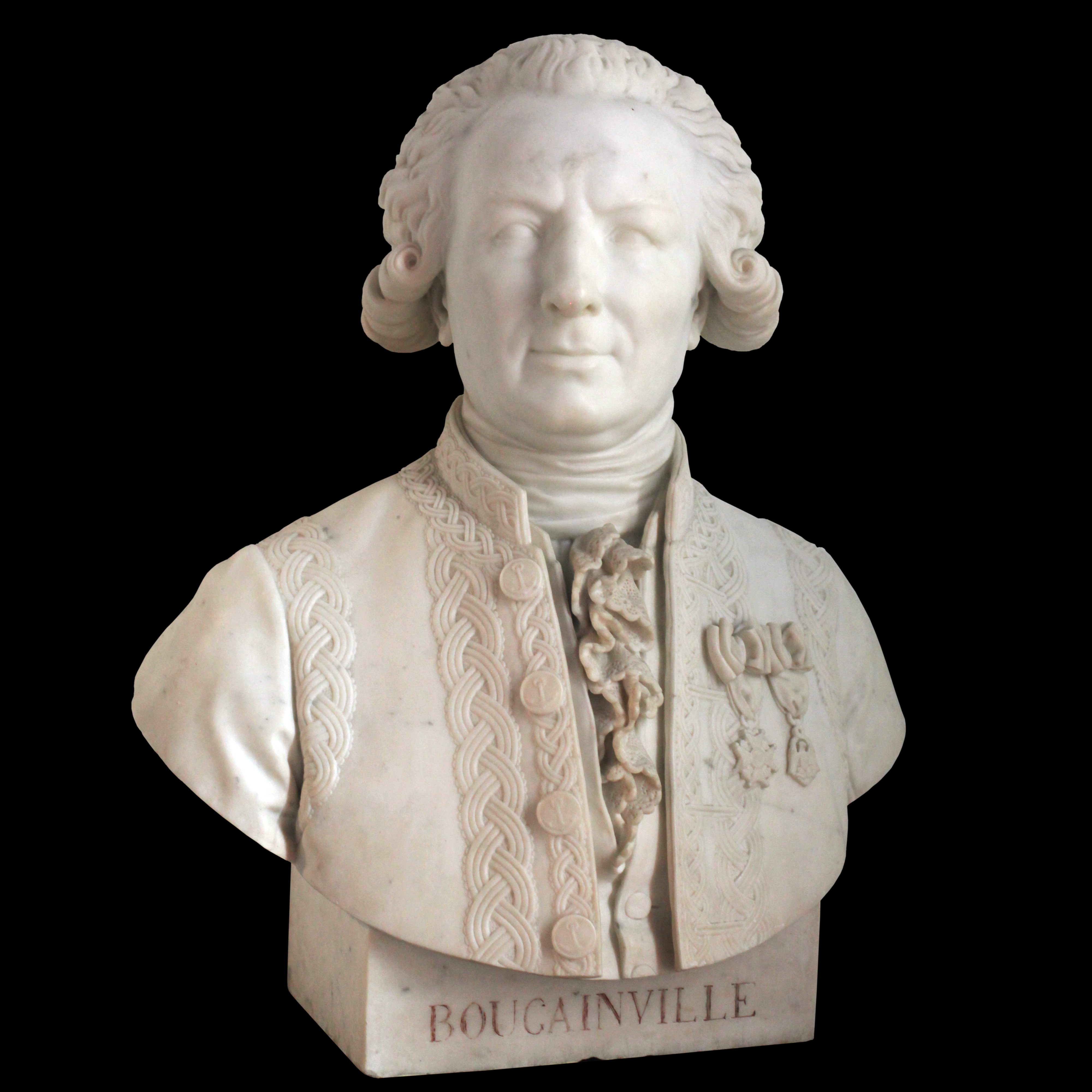
Busto del almirante Bougainville por Bosio le jeune.